# جان مایلز
جان مایلز (انگلیسی: John Miles؛ زادهٔ ۲۸ سپتامبر ۱۹۸۱) بازیکن فوتبال اهل بریتانیا است.
از باشگاه‌هایی که در آن بازی کرده‌است می‌توان به باشگاه فوتبال درویلزدن، باشگاه فوتبال آکرینگتون استنلی، باشگاه فوتبال لیورپول، باشگاه فوتبال آلترینچام، باشگاه فوتبال کرو آلکساندرا، باشگاه فوتبال وارینگتون تاون، باشگاه فوتبال فلیتوود، باشگاه فوتبال میلتون کینز دونز، باشگاه فوتبال استوک‌پورت کانتی، باشگاه فوتبال مکلسفیلد تاون، باشگاه فوتبال استوک سیتی، و باشگاه فوتبال کامل لایرد اشاره کرد.